# Temporada 2023 del Campeonato de Fórmula Regional de las Américas
La temporada 2023 del Campeonato de Fórmula Regional de las Américas fue la sexta edición de dicho campeonato, y la cuarta bajo el nombre de «Fórmula Regional». Los pilotos compitieron para ganar un asiento de Super Fórmula respaldado por Honda para 2024.
El neozelandés Callum Hedge ganó el campeonato de pilotos, y Crosslink Kiwi Motorsports el de equipos.

## Equipos y pilotos
| Equipo                      | N.º | Piloto            | Ronda |
| --------------------------- | --- | ----------------- | ----- |
| Jensen Global Advisors      | 1   | Oliver Westling   | 1-3   |
| IGY6 Motorsports            | 3   | Hayden Bowlsbey   | 1-2   |
| IGY6 Motorsports            | 22  | Hayden Bowlsbey   | 3     |
| IGY6 Motorsports            | 22  | Max Hewitt        | 1-2   |
| Austin Hill Motorsports     | 8   | Austin Hill       | 1-3   |
| Velocity Racing Development | 10  | Rodrigo Gutiérrez | 2     |
| Velocity Racing Development | 11  | Cole Kleck        | 3     |
| Crosslink Kiwi Motorsports  | 12  | Manuel Roza       | 1-3   |
| Crosslink Kiwi Motorsports  | 17  | Callum Hedge      | 1-3   |
| Crosslink Kiwi Motorsports  | 19  | Cooper Becklin    | 1-3   |
| Crosslink Kiwi Motorsports  | 24  | Kevin Janzen      | 1-3   |
| Crosslink Kiwi Motorsports  | 39  | Bryson Morris     | 1-2   |
| Crosslink Kiwi Motorsports  | 39  | Max Hewitt        | 3     |
| Crosslink Kiwi Motorsports  | 66  | Ryan Shehan       | 1-2   |
| Cameron Racing              | 29  | Nick Persing      | 1-2   |
| JMF Motorsports             | 6   | Nicole Havrda     |       |

## Calendario
El calendario 2023 se anunció el 9 de octubre de 2022 y visitará los mismos lugares que la temporada anterior. Cada ronda está configurada para presentar tres carreras, lo que eleva el total a 18 carreras durante la temporada.
| Ronda   | Ronda | Circuito                               | Fecha            |
| ------- | ----- | -------------------------------------- | ---------------- |
| 1       | C1    | NOLA Motorsports Park, Avondale        | 11 de marzo      |
| 1       | C2    | NOLA Motorsports Park, Avondale        | 12 de marzo      |
| 1       | C3    | NOLA Motorsports Park, Avondale        | 12 de marzo      |
| 2       | C1    | Road America, Elkhart Lake             | 20 de mayo       |
| 2       | C2    | Road America, Elkhart Lake             | 21 de mayo       |
| 2       | C3    | Road America, Elkhart Lake             | 21 de mayo       |
| 3       | C1    | Mid-Ohio Sports Car Course, Lexington  | 24 de junio      |
| 3       | C2    | Mid-Ohio Sports Car Course, Lexington  | 25 de junio      |
| 3       | C3    | Mid-Ohio Sports Car Course, Lexington  | 25 de junio      |
| 4       | C1    | New Jersey Motorsports Park, Millville | 28-30 de julio   |
| 4       | C2    | New Jersey Motorsports Park, Millville | 28-30 de julio   |
| 4       | C3    | New Jersey Motorsports Park, Millville | 28-30 de julio   |
| 5       | C1    | Virginia International Raceway, Alton  | 5-8 de octubre   |
| 5       | C2    | Virginia International Raceway, Alton  | 5-8 de octubre   |
| 5       | C3    | Virginia International Raceway, Alton  | 5-8 de octubre   |
| 6       | C1    | Circuito de las Américas, Austin       | 2-5 de noviembre |
| 6       | C2    | Circuito de las Américas, Austin       | 2-5 de noviembre |
| 6       | C3    | Circuito de las Américas, Austin       | 2-5 de noviembre |
| Fuente: |       |                                        |                  |

## Resultados
| Ronda | Ronda | Ronda                          | Pole Position   | Vuelta rápida  | Piloto ganador             | Equipo ganador             |
| ----- | ----- | ------------------------------ | --------------- | -------------- | -------------------------- | -------------------------- |
| 1     | C1    | NOLA Motorsports Park          | Ryan Shehan     | Ryan Shehan    | Ryan Shehan                | Crosslink Kiwi Motorsports |
| 1     | C2    | NOLA Motorsports Park          |                 | Cooper Becklin | Ryan Shehan                | Crosslink Kiwi Motorsports |
| 1     | C3    | NOLA Motorsports Park          | Nick Persing    | Callum Hedge   | Crosslink Kiwi Motorsports |                            |
| 2     | C1    | Road America                   | Callum Hedge    | Callum Hedge   | Callum Hedge               | Crosslink Kiwi Motorsports |
| 2     | C2    | Road America                   |                 | Callum Hedge   | Callum Hedge               | Crosslink Kiwi Motorsports |
| 2     | C3    | Road America                   | Callum Hedge    | Callum Hedge   | Crosslink Kiwi Motorsports |                            |
| 3     | C1    | Mid-Ohio Sports Car Course     | Callum Hedge    | Ryan Shehan    | Callum Hedge               | Crosslink Kiwi Motorsports |
| 3     | C2    | Mid-Ohio Sports Car Course     |                 | Callum Hedge   | Callum Hedge               | Crosslink Kiwi Motorsports |
| 3     | C3    | Mid-Ohio Sports Car Course     | Austin Hill     | Callum Hedge   | Crosslink Kiwi Motorsports |                            |
| 4     | C1    | New Jersey Motorsports Park    | Callum Hedge    | Cooper Becklin | Oliver Westling            | Jensen Global Advisors     |
| 4     | C2    | New Jersey Motorsports Park    |                 | Callum Hedge   | Callum Hedge               | Crosslink Kiwi Motorsports |
| 4     | C3    | New Jersey Motorsports Park    | Hayden Bowlsbey | Callum Hedge   | Crosslink Kiwi Motorsports |                            |
| 5     | C1    | Virginia International Raceway | Callum Hedge    | Callum Hedge   | Callum Hedge               | Crosslink Kiwi Motorsports |
| 5     | C2    | Virginia International Raceway |                 | Callum Hedge   | Callum Hedge               | Crosslink Kiwi Motorsports |
| 5     | C3    | Virginia International Raceway | Cooper Becklin  | Cooper Becklin | Crosslink Kiwi Motorsports |                            |
| 6     | C1    | Circuito de las Américas       | Callum Hedge    | Callum Hedge   | Callum Hedge               | Crosslink Kiwi Motorsports |
| 6     | C2    | Circuito de las Américas       |                 | Callum Hedge   | Oliver Westling            | Jensen Global Advisors     |
| 6     | C3    | Circuito de las Américas       | Callum Hedge    | Callum Hedge   | Crosslink Kiwi Motorsports |                            |

## Clasificaciones

### Puntuaciones
| Posición | 1.º | 2.º | 3.º | 4.º | 5.º | 6.º | 7.º | 8.º | 9.º | 10.º |
| Puntos   | 25  | 18  | 15  | 12  | 10  | 8   | 6   | 4   | 2   | 1    |

### Campeonato de Pilotos
| Pos. | Piloto            | NOL | NOL | NOL | ROA | ROA | ROA | MOH | MOH | MOH | NJM | NJM | NJM | VIR | VIR | VIR | COA | COA | COA | Puntos |
| ---- | ----------------- | --- | --- | --- | --- | --- | --- | --- | --- | --- | --- | --- | --- | --- | --- | --- | --- | --- | --- | ------ |
| 1    | Callum Hedge      | 6   | 3   | 1   | 1   | 1   | 1   | 1   | 1   | 1   | 2   | 1   | 1   | 1   | 1   | Ret | 1   | 2   | 1   | 384    |
| 2    | Ryan Shehan       | 1   | 1   | 3   | 2   | 2   | 2   | 2   | 2   | 2   | 4   | 2   | 6   | 2   | 2   | 2   | 10  | 4   | 10  | 279    |
| 3    | Cooper Becklin    | 3   | 2   | 11† | 3   | 3   | 3   | 3   | 3   | 3   | 3   | 3   | 3   | 3   | 3   | 1   | 2   | 5   | Ret | 251    |
| 4    | Oliver Westling   | 4   | 5   | 7   | 4   | 5   | 10† | 6   | 4   | 8   | 1   | 4   | 2   | 4   | 4   | 4   | 6   | 1   | 2   | 217    |
| 5    | Manuel Roza       | 7   | 6   | 4   | 7   | 7   | 4   | 4   | 6   | 4   |     |     |     | WD  | WD  | WD  | 5   | 3   | 3   | 122    |
| 6    | Hayden Bowlsbey   | Ret | 9   | 6   | 10  | Ret | DNS | 5   | 5   | 6   | 6   | 6   | 7   | 8   | 5   | 3   | 4   | 7   | 6   | 116    |
| 7    | Max Hewitt        | 9†  | 8   | 9   | 9   | Ret | 5   | 9   | 9   | Ret | Ret | 5   | 4   | 10† | 6   | 6   | 7   | 8   | 8   | 77     |
| 8    | Bryson Morris     | 5   | 4   | 5   | 5   | 4   | 6   |     |     |     |     |     |     |     |     |     |     |     |     | 62     |
| 9    | Nick Persing      | 2   | Ret | 2   | 6   | 6   | Ret |     |     |     |     |     |     |     |     |     |     |     |     | 52     |
| 10   | Cole Kleck        |     |     |     |     |     |     | 8   | 7   | 7   |     |     |     |     |     |     | 3   | 6   | 4   | 51     |
| 11   | Austin Hill       | Ret | DNS | 8   | 11  | 10† | 8   | 7   | 8   | 5   | WD  | WD  | WD  | 5   | 8   | DNS |     |     |     | 42     |
| 12   | Nicole Havrda     |     |     |     |     |     |     |     |     |     | 5   | Ret | 5   | 6   | Ret | 5   |     |     |     | 38     |
| 13   | Everett Stack     |     |     |     |     |     |     |     |     |     |     |     |     | 7   | 7   | 7   | 9   | 9   | 7   | 28     |
| 14   | Kevin Janzen      | 8   | 7   | 10  | 12  | 9   | 9   | WD  | WD  | WD  |     |     |     | 9   | 9   | 8   | 11  | 10  | 9   | 26     |
| 15   | Jake Bonilla      |     |     |     |     |     |     |     |     |     |     |     |     |     |     |     | 8   | Ret | 5   | 14     |
| 16   | Rodrigo Gutiérrez |     |     |     | 8   | 8   | 7   |     |     |     |     |     |     |     |     |     |     |     |     | 14     |
| Pos. | Piloto            | NOL | NOL | NOL | ROA | ROA | ROA | MOH | MOH | MOH | NJM | NJM | NJM | VIR | VIR | VIR | COA | COA | COA | Puntos |

| Color     | Resultado                                                               |
| --------- | ----------------------------------------------------------------------- |
| Oro       | Ganador                                                                 |
| Plata     | 2.ª plaza                                                               |
| Bronce    | 3.ª plaza                                                               |
| Verde     | Finalizó en los puntos                                                  |
| Azul      | Finalizó sin puntos                                                     |
| Azul      | NC - No clasificado                                                     |
| Violeta   | Ret - No terminó (Carrera)                                              |
| Rojo      | DNQ - No se clasificó                                                   |
| Negro     | DSQ - Descalificado                                                     |
| Blanco    | DNS - No empezó (carrera)                                               |
| Blanco    | WD - Retirado (fin de semana)                                           |
| Blanco    | C - Carrera cancelada                                                   |
| Sin color | DNP - Inscrito pero no participó                                        |
| Sin color | INJ - Lesionado                                                         |
| Sin color | EX - Excluido                                                           |
| Estado    | Resultado                                                               |
| Negrita   | Pole position                                                           |
| Cursiva   | Vuelta rápida                                                           |
| †         | Abandona, pero clasifica al completar el porcentaje requerido para ello |

### Campeonato de Equipos
| Pos. | Equipo                      | NOL | NOL | NOL | ROA | ROA | ROA | MOH | MOH | MOH | NJM | NJM | NJM | VIR | VIR | VIR | COA | COA | COA | Puntos |
| ---- | --------------------------- | --- | --- | --- | --- | --- | --- | --- | --- | --- | --- | --- | --- | --- | --- | --- | --- | --- | --- | ------ |
| 1    | Crosslink Kiwi Motorsports  | 1   | 1   | 1   | 1   | 1   | 1   | 1   | 1   | 1   | 2   | 1   | 1   | 1   | 1   | 1   | 1   | 2   | 1   | 742    |
| 1    | Crosslink Kiwi Motorsports  | 3   | 2   | 3   | 2   | 2   | 2   | 2   | 2   | 2   | 3   | 2   | 3   | 2   | 2   | 2   | 2   | 3   | 3   | 742    |
| 2    | Jensen Global Advisors      | 4   | 5   | 7   | 4   | 5   | 10† | 6   | 4   | 8   | 1   | 4   | 2   | 4   | 4   | 4   | 6   | 1   | 2   | 252    |
| 2    | Jensen Global Advisors      |     |     |     |     |     |     |     |     |     |     |     |     | 7   | 7   | 7   | 9   | 9   | 7   | 252    |
| 3    | IGY6 Motorsports            | 9†  | 8   | 6   | 9   | Ret | 5   | 5   | 5   | 6   | 6   | 6   | 7   | 8   | 5   | 3   | 4   | 7   | 6   | 136    |
| 3    | IGY6 Motorsports            | Ret | 9   | 9   | 10  | Ret | DNS |     |     |     |     |     |     |     |     |     |     |     |     | 136    |
| 4    | Cameron Racing              | 2   | Ret | 2   | 6   | 6   | Ret |     |     |     |     |     |     |     |     |     |     |     |     | 52     |
| 5    | Austin Hill Motorsports     | Ret | DNS | 8   | 11  | 10† | 8   | 7   | 8   | 5   | WD  | WD  | WD  | 5   | 8   | DNS |     |     |     | 42     |
| 6    | Speed Factory               |     |     |     |     |     |     |     |     |     |     |     |     |     |     |     | 3   | 6   | 4   | 35     |
| 7    | Velocity Racing Development |     |     |     | 8   | 8   | 7   | 8   | 7   | 7   |     |     |     |     |     |     |     |     |     | 30     |
| Pos. | Equipo                      | NOL | NOL | NOL | ROA | ROA | ROA | MOH | MOH | MOH | NJM | NJM | NJM | VIR | VIR | VIR | COA | COA | COA | Puntos |